# 켈리 제이만
켈리 제이만(네덜란드어: Kelly Zeeman, 1993년 11월 19일 ~ )은 네덜란드의 여자 축구 선수이다. 현재 네덜란드 에레디비시 프라우언의 AFC 아약스 프라우언 소속으로, 수비형 미드필더나 수비수로 활약하고 있다.

## 클럽 경력
2012-13 시즌에서 텔스타 소속으로 활약했다. 2013년 6월에는 AFC 아약스 프라우언으로 이적했다.

## 국가대표 경력
2013년 2월 9일에 열린 벨기에와의 경기에 출전하면서 네덜란드 여자 축구 국가대표팀 선수로 데뷔했다. UEFA 여자 유로 2017에 참가했다.

## 수상

### 클럽
- 에레디비시 프라우언 1회 우승 (2016-17)
- KNVB 여자컵 2회 우승 (2013-14, 2016-17)

### 국가대표
- UEFA 여자 유로 2017 우승